# 四鄉站 (長野縣)
四鄉站（日语：／ Shikagō eki */?）是位於長野縣中野市間長瀨，長野電鐵的河東線（木島線）車站（廢站）。在2002年（平成14年）3月31日，隨著河東線部分區間廢線，此站也被廢除。
站名「四鄉」取自此站周邊4個村落（南間長瀨、北間長瀨、東笠原、西笠原）。

## 歷史
- 1925年（大正14年）7月12日 - 車站啟用[1]。
- 1996年（平成8年）7月1日 - 成為無人車站。
- 2002年（平成14年）3月31日 - 隨著河東線部分區間廢線，此站被廢除[1]。

## 車站構造

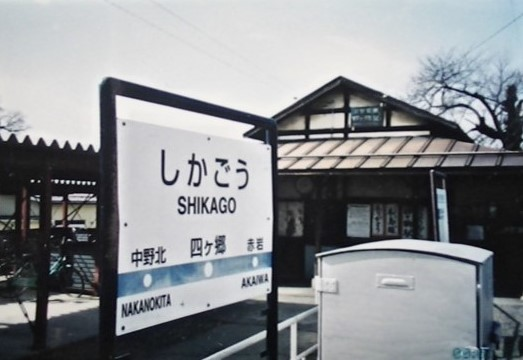
四鄉站車站大樓和站名牌（2002年3月）

截至車站廢除前，車站是一座地面車站，設有1面1線的單式月台。此站是無人車站，設有車站啟用以來已經存在的木製車站大樓。

## 相鄰車站
長野電鐵
河東線
中野北－四鄉－赤岩

## 注腳
1. 1 2 3 4 5 6  信濃毎日新聞社出版部. . 信濃毎日新聞社. 2011-07-24: 290. ISBN 9784784071647 （日语）.
2. ↑  鐵道雜誌 2020年10月號 p.114-117「消えた地方私鉄 晩年の日々（第8回）長野電鉄木島線」